# Comuna de Serniki
Serniki (polaco: Gmina Serniki) é uma gminy (comuna) na Polónia, na voivodia de Lublin e no condado de Lubartowski. A sede do condado é a cidade de Serniki.
De acordo com os censos de 2004, a comuna tem 4878 habitantes, com uma densidade 64,7 hab/km².

## Área
Estende-se por uma área de 75,43 km², incluindo:
- área agricola: 81%
- área florestal: 14%

## Demografia
Dados de 30 de Junho 2004:
|                      | Total   | Total | Mulheres | Mulheres | Homens  | Homens |
| -------------------- | ------- | ----- | -------- | -------- | ------- | ------ |
|                      | pessoas | %     | pessoas  | %        | pessoas | %      |
| População            | 4878    | 100   | 2475     | 50,7     | 2403    | 49,3   |
| Densidade (pop./km²) | 64,7    | 100   | 32,8     | 32,8     | 31,9    | 31,9   |

De acordo com dados de 2002, o rendimento médio per capita ascendia a 1257,93 zł.

## Subdivisões
- Brzostówka, Czerniejów, Nowa Wieś, Nowa Wola, Serniki, Serniki-Kolonia, Wola Sernicka, Wola Sernicka-Kolonia, Wólka Zabłocka, Wólka Zawieprzycka.

## Comunas vizinhas
- Lubartów, Niedźwiada, Ostrów Lubelski, Spiczyn